# Mate

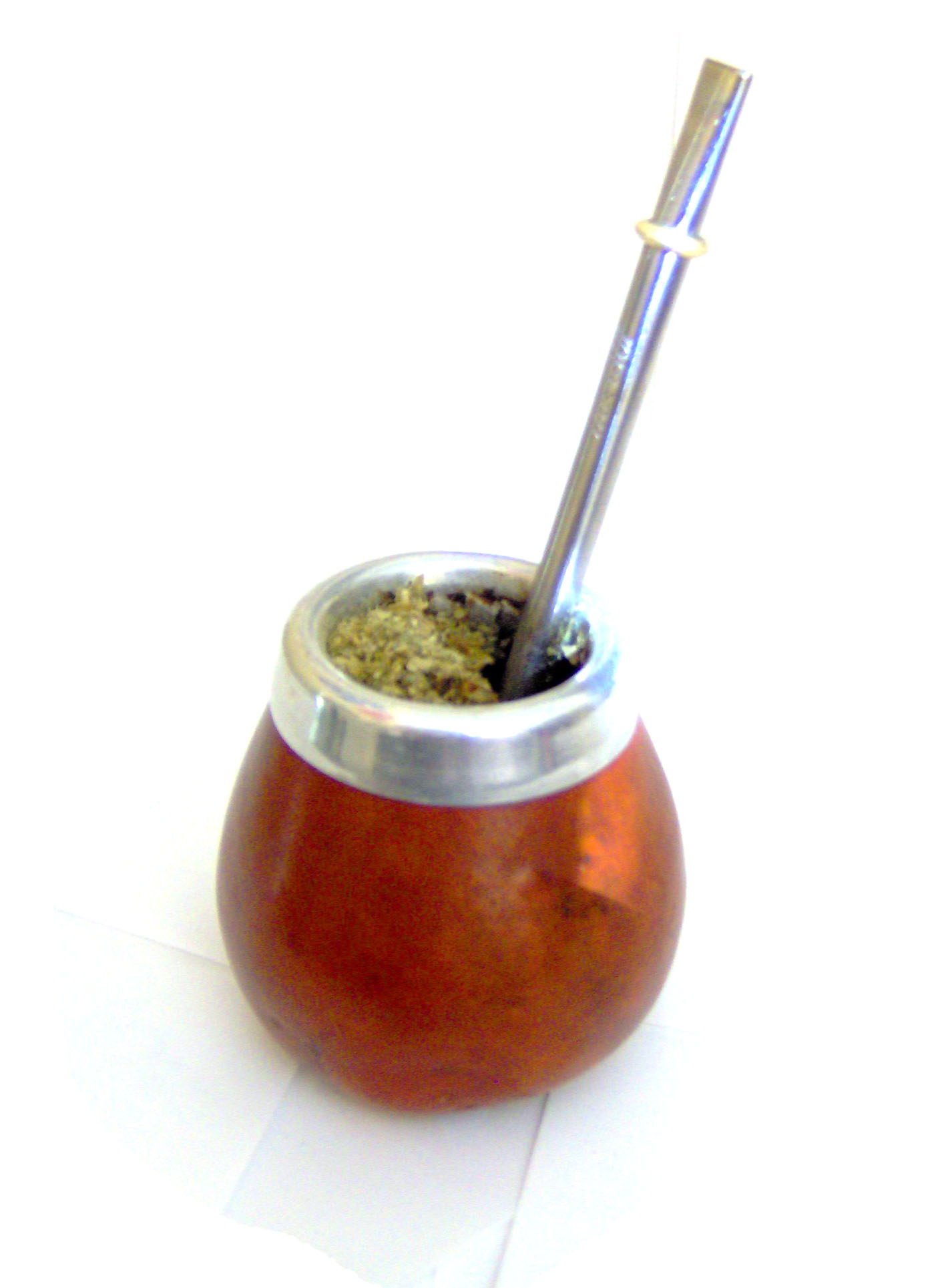
Den traditionella kalebassen och bombillan.

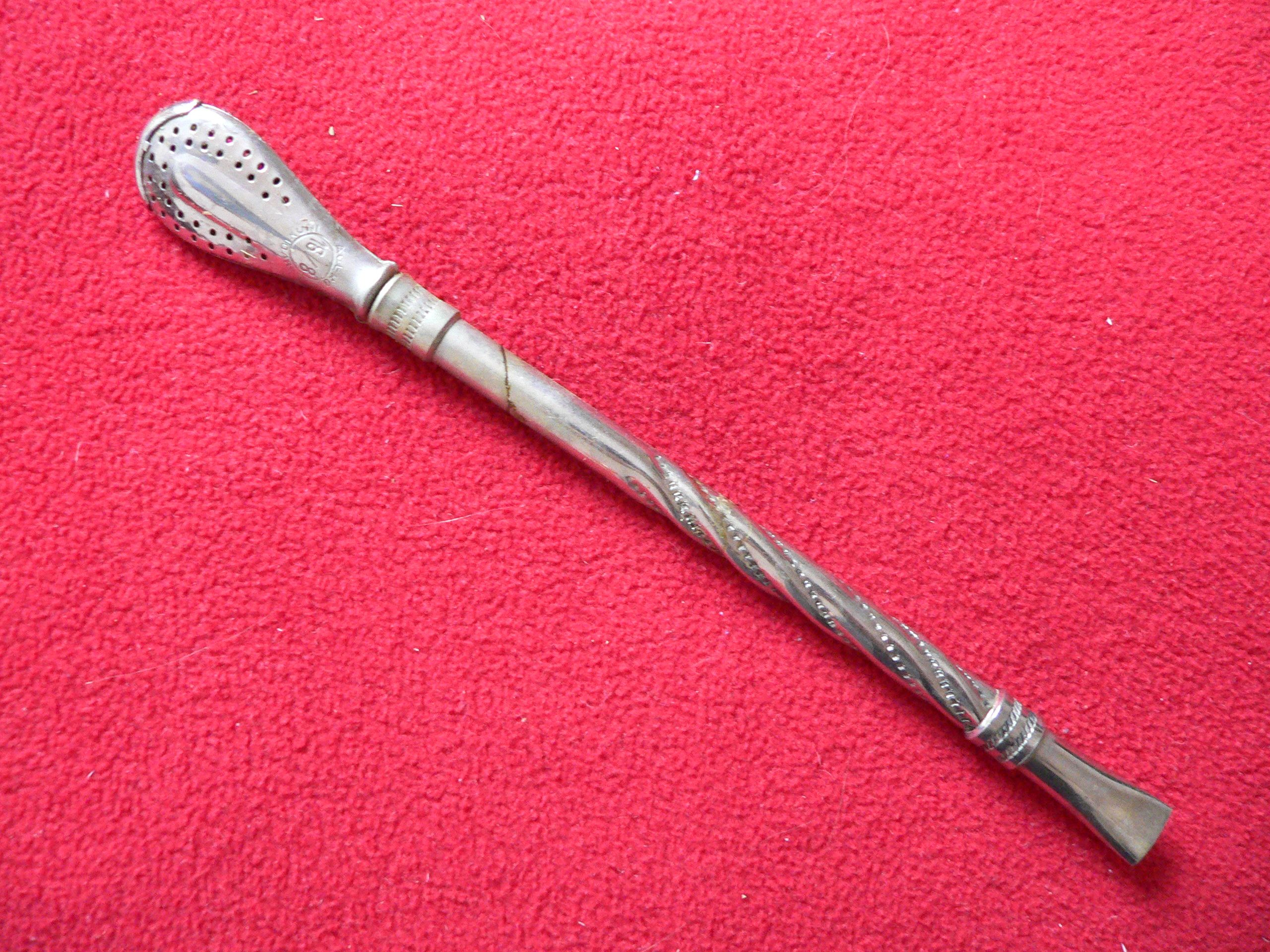
Traditionell bombilla som används för mate och tereré.

Mate (spanska: [ˈmate], portugisiska: [ˈmatʃi]), är en koffeinhaltig, uppiggande dryck, framställd av växten yerba mate (Ilex paraguariensis). som är mycket populär i Paraguay, Uruguay, Argentina, östra Bolivia, Södra Brasilien och vissa delar av Chile. Drycken är även känd som yerba mate, chimarrão (portugisiska: [ʃimɐˈʁɐ̃w̃]), cimarrón (spanska: [simaˈron]), paraguayte och tereré.
Genom hemvändande syriska migranter från Sydamerika har drycken även kommit att spridas i Mellanöstern, framförallt till Syrien och Libanon. De senaste åren har mate blivit populärt i många andra länder.

## Historia
Drycken upptäcktes av brasilianska urfolk och upptogs sedan av de européer som kom till området. Smaken påminner om vanligt te. Traditionellt dricks mate från en kalebass genom ett sugrör som kallas för bombilla. Vanliga märken i Sverige är bland annat uruguayanska Canarias samt argentinska Cruz de Malta och Taragüí. Urfolk-stammarna i Río de la Plata kallade yerba mate för Caa-Matí, ört-kalebass. Mate kunde drickas innan jakt, vid ritualer och som vardagsdryck.
Under den spanska kolonialtiden blev mate en av de dominerande kulturgrödorna. Även om plantage har blivit vanligare, plockas fortfarande en del av skörden från vildväxande plantor.

## Konsumtion
Det absolut vanligaste sättet att dricka mate är som varm infusion gjord på bladen (det vill säga att bladen drar i varmt vatten på samma sätt som till exempel vanligt te). Mate återfinns även i viss sorts läsk och i ett antal energidrycker.

### Som infusion

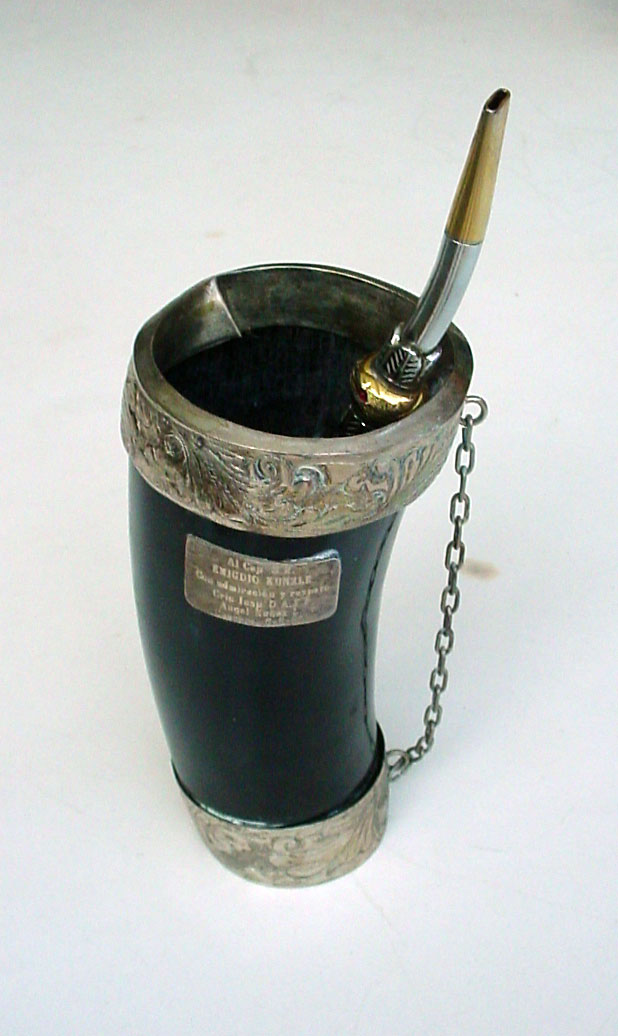
Traditionell Tererékopp, en sk. guampa.

Vanligen fylls kalebassen med mateblad och sedan med en mindre mängd vatten. Efter att det dragit någon minut dricks den heta drycken upp. Nytt hett vatten kan sedan fyllas på. I Paraguay och angränsande delar av norra Argentina dricks även mate kall och kallas då tereré. Tereré kan drickas med kallt vatten eller med fruktjuice.
Mate kan lagas till på samma sätt som te. Sådan mate kallas för mate cocido.
När honung eller socker blandas i kallas resultatet för mate dulce (söt mate). Mate utan sötning kallas mate amargo (bitter mate).
För att suga upp drycken används en bombilla. En bombilla är ett sugrör av silver, ben eller trä med flera mindre hål längst ner för att hindra bladen från att sugas upp.

### Som läsk och energidryck
På Kuba tillverkades ursprungligen läskedrycken Materva med innehåll av importerad yerba mate från Sydamerika. Varumärket ägs nu av ett amerikanskt företag med tillverkning i Miami. 
I Tyskland finns energidrycken Club-Mate som blivit populär bland ungdomar.

## Verkan
De sydamerikanska urinvånarna använde mate som en stimulerande dryck. Den stimulerande effekten kommer från xantin-derivat. Mate innehåller tre olika xantin-derivat: koffein, teobromin och teofyllin.
Mate innehåller en hög halt xantin-derivat, men jämfört med kaffe och te en mindre proportion av koffein. Istället innehåller mate mer teofyllin och teobromin.
Teofyllin vidgar luftrören och underlättar syresättningen. Teobromin stimulerar hjärtat och verkar svagt muskelavslappnande och urindrivande.
Många som har svårt att dricka kaffe kan dricka mate utan problem. Den stimulerande effekten av mate erhålls av den höga halten av teofyllin och teobromin mer kroppslig.[förklaring behövs]
Då teobromin, till skillnad från koffein, har svårt att passera blod-hjärnbarriären så saknar teobromin koffeinets uppiggande och centralstimulerande egenskaper.

### Mate som naturmedel
I Tyskland är mate godkänd som naturmedel mot mental och fysisk trötthet. I Frankrike är mate godkänd för behandling av brist på energi och för viktnedgång.

## Uttal och stavning
På spanska stavas ordet mate [spanska] och uttalas ungefär som den svenska vardagsbeteckningen på ämnet matematik, matte [svenska], fast med långt a i första stavelsen, "maaate". På engelska brukar man ange akut accent på e för att undvika att ordet uttalas som det engelska ordet för "kompis" – mate [engelska], men det bör undvikas på svenska för att inte leda till fel uttal.